# 李徵庸
李徵庸（1848年12月26日—1902年1月22日），譜名佑鈞，原名孝伯，改名韜，字特生，號鐵船，四川省鄰水縣人。光緒三年丁丑科二甲第13名進士（1877年），曾任刑部貴州司主事、廣東惠州府河源縣(捐)、香山縣、揭陽縣、海陽縣、南海縣知縣、山東沂州府水利鹽捕通判、督辦四川礦務商務大臣、南洋考察商務大臣。

## 生平
由庠生中同治六年（1867年）帶補同治元年壬戌恩科（1862年）舉人，十三年（1874年）考取景山官學漢教習，報滿敘知縣，保直隸州知州，分發雲南。
光緒三年（1877年）丁丑科殿試,中二甲第十三名進士。五月初十（6月20日），派分部學習
旋丁外艱，回籍守制；復丁內艱。
光緒十三年（1887年）五月，時年38歲，由籤分刑部學習主事，遵海防例捐知縣新班即選用，今掣廣東河源縣知縣缺。
光緒二十一年，南海縣知縣任內，因南海城外有白日搶奪案，經兩廣總督譚鍾麟三次諭催穩閣不辦，亦不覆稟，將其撤任，廣東巡撫許振禕到任後，請旨將其開去南海縣缺，降為通判歸部銓選。同年，被參前任香山縣知縣時，有劉姓孀婦積有貲財，為夫弟侵佔，受賄五百斷歸夫弟，致婦自盡；又被參在南海縣任內，無論案情大小先押候保所，任令門丁講通門頭禮；又縱其子李準出外招搖串索有虎李大少之名；又被參撤任後仍下鄉征糧務，飽囊橐；冬閒共放出犯人八十餘名，得賄巨萬；又被參署揭陽縣時其子李準捐納道員，強姦林姓婦女將其夫枷號重責，合邑譁然；有黃許鄭三姓錢債興訟，勒賄五萬餘金。等事。經譚鍾麟、許振禕復查，均無其事。
光緒二十四年（1898年）四月，年49歲，由廣東省南海縣知縣在任候選道因案開缺降為通判銓選，新海防例捐通判，遇缺先選用，籤掣山東沂州府水利鹽捕通判。七月，駱成驤等舉薦其辨理四川商務礦務。七月二十五日（9月10日），奉上諭：四川產礦處所甚多。商務亦極繁盛。非大加興辦，不足以拓地利。著即派記名道李徵庸等妥籌辦理，欽此。同年，四川同鄉京官於四川同鄉公所觀善堂創辦蜀學堂，捐銀二萬兩以為創始。同年八月初四日（9月19日），賞給頭品頂戴同年十一月十五日（12月27日），諭劉坤一傳旨嘉獎李徵庸同年戊戌變法失敗後，棺殮戊戌六君子中的四川同鄉劉光第及楊銳據說劉光第在被殺前，四川同鄉李徵庸曾給劉光第一種劇毒藥物——鶴頂紅，此藥可使人昏迷，在受刑時減少痛楚，但劉光第拒絕服用。譚嗣同死未暝目，李鐵船京卿徵庸慰之曰：「復生，頭上有天耳。」，始暝目。
光緒二十五年（1899年）六月十三日，准軍機處交本日軍機大臣面奉諭旨：頭品頂戴三品卿銜李徵庸著開去候選道，前往四川辦理銅務。同年，四川總督奎俊以李徵庸派任辨理四川商務礦務後，久未到川，上書請派其專充督辦四川礦務商務大臣，並准其專摺奏事。軍機大臣面奉諭旨。奎俊奏川省礦務商務，請派大員督辦各摺片，李徵庸著以三品卿銜專充督辦四川礦務商務大臣，准其專摺奏事。
光緒二十六年（1900年）正月二十四日到四川。
光緒二十七年（1901年）春間，赴南洋督勸秦晉賑捐。行抵廣東，患癱瘓症不治，十二月十二日戌時壽終廣東省城太平街寓所。奉旨從優議恤。諭賜祭葬。贈內閣學士兼禮部侍郎銜；誥授光祿大夫；誥贈建威將軍。
光緒三十一年（1905年）其子扶柩回籍，葬新宅右邊，坤山艮向石墓，與王大夫人合冢。